# VfL 1904 Krefeld
VfL 1904 Krefeld was een Duitse voetbalclub uit Krefeld.

## Geschiedenis
De club werd opgericht als FC Vorwärts 1904 Crefeld (tot 1929 werd de naam van de stad met een C geschreven) en nam in 1910 de naam VfB 04 Crefeld aan. De club was aangesloten bij de West-Duitse voetbalbond. In 1915 speelde de club voor het eerst in de hoogste klasse van de Noordrijncompetitie, toen deze opgedeeld was tijdens de Eerste Wereldoorlog. In 1916/17 werd de club kampioen van de groep München-Gladbach, maar er was geen verdere eindronde om de algemene titel. Het volgende seizoen moest de club de titel aan Eintracht München-Gladbach laten, dat één punt meer had. Na de oorlog speelde de club in Westrijnse competitie voor één seizoen en eindigde in de middenmoot. 
In 1920 fuseerde de club met ATSV Rhenania 1904 Crefeld, dat een jaar eerder ontstaan was door een fusie tussen FC Rhenania 1904 Crefeld en ATSV Crefeld. De fusieclub heette eerst VfB Rhenania 1904 Crefeld. De Westrijnse competitie werd nu een onderdeel van de Rijncompetitie, maar bleef wel nog apart bestaan als reeks, voor één seizoen. Echter werden de reeksen samengevoegd en door een lagere notering moest de club naar de tweede klasse. In 1922 kwam er een nieuwe competitie, de Nederrijnse competitie, waar de clubs uit Krefeld en omgeving ingedeeld werden. Intussen had de club de naam VfL 04 Crefeld aangenomen. Na twee seizoenen in de subtop ging het slechter vanaf 1924. Na de heenronde in 1924/25 (de competitie werd over twee jaar gespreid) stond de club tiende, maar de terugronde één jaar later verliep rampzalig en de club haalde maar zeven punten en werd voorlaatste en degradeerde. 
Hierna slaagde de club er niet meer in te promoveren. In 1933 fuseerde de club met CFC Preussen 1895 tot VfL Preussen Krefeld 1895. 

## Erelijst
Kampioen Noordrijn/München-Gladbach
1917